# Yves Gaudemet
Pour les articles homonymes, voir Gaudemet.
Yves Gaudemet, né le 2 avril 1946 à Paris, est un juriste et universitaire français, professeur émérite à l'université Panthéon-Assas.

## Biographie
Après des études à la Faculté de droit de Paris et à l'Institut d'études politiques de Paris, couronnées par un doctorat en droit en 1971 (sa thèse est intitulée Les méthodes du juge administratif, sous la direction de Georges Vedel), il est reçu à l’agrégation de droit public l’année suivante, en 1972. Il enseigne par la suite à l'université Mohammed-V de Rabat, à l'université Paris-Nanterre et à l'université Paris V.
À compter de 1979, il est professeur à l’université Panthéon-Assas. Il y enseigne, suivant les années, le droit administratif général, le droit administratif des biens, le contentieux administratif et le droit public économique.
Président de la section de droit public de l’université Panthéon-Assas (1989-1994), président du conseil national des universités (1994-2003), directeur de l’École doctorale de droit public à l'université Paris II (2004-2010), directeur du DEA puis du Master II de droit public approfondi (2000-2010) et vice-président du conseil scientifique de l’université Paris II. Il est président du comité juridique de la Fédération des travaux publics et président du comité supérieur d’études juridiques de la principauté de Monaco.
Membre de deux cabinets ministériels : chargé de mission pour les affaires internationales de 1976 à 1977 au cabinet du ministre des Universités, Alice Saunier-Seïté ; puis, de 1986 à 1987, conseiller juridique auprès du ministre de l'Éducation nationale, chargé de la Recherche et de l'Enseignement supérieur Alain Devaquet. Il est également membre du conseil général des mines de 1985 à 2014, membre du conseil supérieur des tribunaux administratifs et des cours administratives d’appel, membre du comité du contentieux de la Ville de Paris.
Directeur de la Revue du droit public et de la science politique en France et à l’étranger, vice-président de l'Association Henri Capitant des amis de la culture juridique française et membre de plusieurs jurys de soutenance des masters, thèses et diplômes d’habilitation. Il est élu membre de l'Académie des sciences morales et politiques, au fauteuil d'Alain Plantey, dans la section Législation, Droit public et Jurisprudence,. Il est élu en 2017 membre étranger de l'Académie d'Athènes, dans la 3e section (Sciences éthiques et politiques),.

## Vie privée
Fils du professeur Jean Gaudemet (1908-2001), petit-fils de  d'Eugène Gaudemet et neveu de Paul Marie Gaudemet qui fut également professeur de droit privé économique à la Faculté de droit de Paris. Sa sœur, Brigitte Basdevant-Gaudemet, est professeur émérite d'histoire du droit à l'université Paris XI.

## Décorations
- Officier de la Légion d'honneur (France) (2008)[6],[2].
- Commandeur de l'ordre national du Mérite (France) (nomination le 15 mai 2025)[7].
- Commandeur de l'ordre des Palmes académiques (France)[2].
- Commandeur de l'ordre de Saint-Charles (Monaco)[2].
- Commandeur de l'ordre de Saint-Grégoire-le-Grand (Vatican)[2].

## Publications
Codirecteur de la Revue de Droit public, il est également l'auteur de nombreux articles et chroniques dont : 
- Les juristes et la vie politique de la IIIe République, Paris, Presses universitaires de France, 1968.
- Les méthodes du juge administratif, Paris, Librairie générale de droit et de jurisprudence, 1972[8].
- Les élections locales, Paris, Dalloz, 1997.
- Traité de droit administratif, Paris, L.G.D.J., 5 vol., 2002.
- Le Préambule de la constitution de 1946, Paris, Panthéon Assas, 2009.
- Les grands avis du Conseil d'Etat (collab.), Paris, Dalloz, 2012.
- Droit administratif des biens, Paris, L.G.D.J, 2014.